# Tlazoltéotl

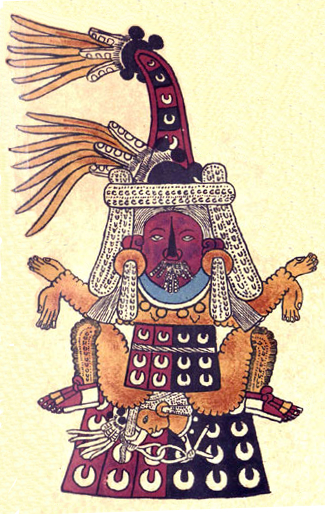
Tlazoltéotl descrita no Códice Borbônico.

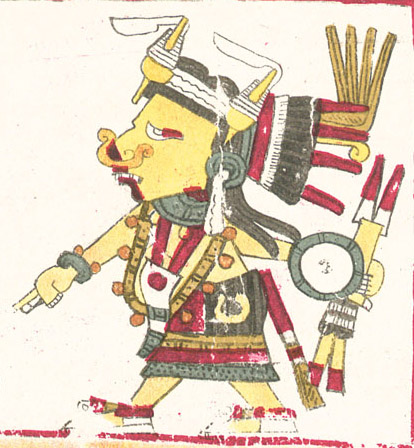
Tlazoltéotl descrita no Códice Borgia.

Tlazoltéotl (em náhuatl: tlazōlteōtl, ”deusa da imundície’‘ tlazolli, ’’imundície’’, teotl, ”deus“ ), é uma deidade de origem Huasteca, que na mitologia huasteca é a deusa da luxúria e dos amores ilícitos, senhora do sexo, da carnalidade e das transgressões morais, durante a evangelização dos espanhóis no novo mundo, se lhe considerava como uma deidade que eliminava do mundo o pecado entre os astecas, e a deusa mais relacionada com a sexualidade e com os estados da lua. Nos códices representava-a na postura asteca habitual para dar a luz ou às vezes defecando como os pecados de luxúria simbolizavam-se com fezes. Bem como em outros códices aparece sustentando "a raiz do diabo", planta usada para fazer mais fortes os efeitos do pulque (bebida relacionada com a imoralidade) e diminuir as dores do parto.
Era conhecida como "a comedora de sujeira" como se achava que visitava à gente que estava por morrer. A deusa Tlazoltéotl mostrava as contradições de alguns valores morais sobre a feminidade na sociedade asteca: trazia o sofrimento com doenças e curava-o com a medicina, inspirava os desvios sexuais mas ao mesmo tempo tinha a capacidade de absolvê-las, e todo isso sendo deusa mãe da fertilidade, do parto, patroa dos médicos e ao mesmo tempo deusa cruel que trazia loucura.